# Jean du Plessis de Grenédan
 (mai 2009).
Pour les autres membres de la famille, voir Famille du Plessis de Grenédan.
Jean du Plessis de Grenédan est un officier de marine français, né à Rennes le 15 janvier 1892, mort le 21 décembre 1923 dans le ciel de Sicile, en tant que lieutenant de vaisseau, commandant du dirigeable Dixmude.

## Biographie
Jean, Joseph, Anne-Marie du Plessis est le deuxième fils d'un avocat au barreau de Rennes, le comte Joachim du Plessis de Grenédan, et de Louise Louërat. Son père participant à la création de la Faculté catholique d'Angers, Jean fait ses études secondaires, à partir de la classe de cinquième, au collège Saint-Maurille.
Le 5 octobre 1907, il entre au cours de Flotte du collège Vaugirard à Paris pour préparer le concours d'entrée à l'École navale. À la suite de la disparition des classes préparatoires aux grandes écoles du collège Vaugirard, il effectue sa deuxième année de Flotte au lycée Saint-Louis à partir d'octobre 1908. Il est reçu au concours quarante et unième sur cinquante-neuf en août 1909. Il intègre l'École navale et embarque sur le Borda, le 30 septembre 1909.
Il sort vingt et unième de l'École navale en juillet 1911.
Marié à la fille du général Léon-Louis Malcor, il est le père de l'abbé François du Plessis de Grenédan, premier curé de la paroisse Notre-Dame des Pauvres  à Issy-les-Moulineaux, ainsi que le beau-père de l'industriel Raoul Tertrais.

### Carrière
En 1911-1912 il effectue une campagne aux Antilles et une campagne en Méditerranée puis en mer Baltique sur le Duguay-Trouin. La guerre le voit participer à la campagne du Cameroun, puis des Dardanelles. Il rejoint l'aéronautique en 1917 et devient pilote de dirigeable : il est d'abord affecté à la base d'Aubagne où il commande le dirigeable Astra-Torrès AT-2.
En 1918, il rejoint ensuite la base de Cuers-Pierrefeu, alors en construction, qui était initialement destinée à abriter un grand dirigeable "rigide" de facture française : le F.2. L'Armistice mit fin au projet, mais  la base de Cuers-Pierrefeu sera achevée pour lui permettre d'abriter et d'exploiter le dirigeable Zeppelin LZ-114/L-72, cédé au Français au titre des dommages de guerre, qui deviendra en 1920 le dirigeable Dixmude.
Ce dirigeable rigide LZ-114 (ex-L-72) a été construit en 1918. Il s'agit, à l'époque, du plus grand dirigeable au monde. Ses caractéristiques sont les suivantes : longueur 226 m, volume de 68 500 m3 d'hydrogène, diamètre 24 m, hauteur totale 28 m, poids total 85 tonnes, charge utile 55 tonnes, 6 moteurs Maybach à essence de 245 chevaux, 6 hélices propulsives, vitesse maximale de 80 km/h, vitesse de croisière 60 km/h.
Le 11 juillet 1920, au titre des dommages de guerre, le dirigeable est livré par les Allemands aux autorités françaises à Maubeuge. Le 10 août, le LV Jean du Plessis de Grenédan (lieutenant de vaisseau) l'achemine alors à Cuers : il survole la Concorde et les Champs-Élysées. L'appareil se posera le 11 août au matin après une traversée qualifiée d'héroïque car les Allemands n'avaient laissé aucun document technique permettant d'en comprendre le fonctionnement : c'est grâce au talent du LV du Plessis que cet appareil a effectué sans dommage ce transfert. La Marine française baptise alors ce dirigeable  Dixmude en souvenir des fusiliers-marins morts en défendant la ville belge de Dixmude.
Dans la nuit du 20 au 21 décembre 1923, revenant de Tunisie, le dirigeable Dixmude disparaît dans un orage avec 50 hommes à bord (équipage : 40, passagers : 10). Le 27 décembre, des pêcheurs de Sciacca (Sicile) remontent dans leur filet le corps de Jean du Plessis de Grenédan. On trouvera dans les poches du grand manteau qu'il portait : un chapelet, quelques médailles, un porte-monnaie, un sachet contenant une relique de sainte Marguerite-Marie du Sacré-Cœur, une image de Saint Christophe, quelques menus objets et, attachée à une chaîne en or, une montre en acier arrêtée à 2 h 27.
Pour la Marine, ce drame est à l'origine de l'abandon des dirigeables rigides.
Jean du Plessis appartenait à l'Action française.
Jean du Plessis eut droit à des obsèques nationales célébrées à Toulon le 5 janvier 1924. Il avait été décoré en 1920 de l'Ordre national de la Légion d'Honneur, et cité à l'Ordre du jour de l'Armée de mer: "Officier d'élite, technicien consommé, communiquant à tous son esprit de devoir, ses qualités d'audace réfléchie, son ardeur courageuse et son mépris du danger. Depuis trois ans, avait fait preuve à un haut degré des plus belles qualités militaires dans le commandement du dirigeable Dixmude, sur lequel il est mort glorieusement à son poste de devoir."
Il est inhumé à La Bernerie-en-Retz.

## Distinction
- Chevalier de la Légion d'honneur (30 octobre 1920)[5]

## Œuvres
- Les Grands dirigeables dans la paix et dans la guerre (2 volumes) :
  - tome I : Leur passé, leur avenir, l'expérience du Dixmude
  - tome II : Leur technique ; P., Plon, 1925. (édition posthume éditée par son père).

## Sources
- Étienne Taillemite, Dictionnaire des marins français, Paris, éditions Tallandier, 2002, 573 p. (ISBN 2-84734-008-4)
- Josselin du Plessis de Grenédan
- Ministère de la Défense
- Site de Bretagne Aviation